# Hessenpokal (Fußball) 2022/23
Der Hessenpokal 2022/23 war die 78. Austragung des Fußballpokalwettbewerbs der Männer. Der offizielle Name lautete „Bitburger Hessenpokal“, da der Pokal seit der Saison 2019/20 von der Bitburger Brauerei gesponsert wird.
Der Sieger des Hessenpokals nimmt in der Folgesaison am DFB-Pokal 2023/24 teil. Sollte sich der Sieger des Hessenpokals bereits über einen anderen Weg für den DFB-Pokal 2023/24 qualifiziert haben, geht das Startrecht auf den unterlegenen Finalgegner über.

## Teilnehmende Mannschaften
Für die erste Runde waren 32 Mannschaften sportlich qualifiziert, acht weitere stiegen im Achtelfinale ein. Das Teilnehmerfeld setzte sich wie folgt zusammen:
| 3. Liga 1 der hessische Verein der Saison 2021/22 | Regionalliga Südwest 1 die 5 hessischen Vereine der Saison 2021/22 | Hessenliga 1 der Meister der Saison 2021/22 | Fair-Play-Wertung 1 der Gewinner aus allen Verbandsspielklassen 2021/22 |
| SV Wehen Wiesbaden | TSV Steinbach Haiger Kickers Offenbach KSV Hessen Kassel FSV Frankfurt FC Gießen (V) | SG Barockstadt Fulda-Lehnerz (IV) | FC Homberg (VII) |
| Vertreter der Kreisverbände 32 Vertreter der Kreisverbände des HFV, in der Regel die Kreispokalsieger der Saison 2021/22 | | | |
| - Alsfeld SV Nieder-Ofleiden (IX) - Bergstraße SV Unter-Flockenbach (V) - Biedenkopf FV Breidenbach (VI) - Büdingen Sportfreunde Oberau (VIII) - Darmstadt SC Viktoria Griesheim (V) - Dieburg SV Münster (VI) - Dillenburg SSC Juno Burg (VI) - Frankenberg FC Ederbergland (VI) | - Frankfurt SG Bornheim Grün-Weiss (VI) - Friedberg Türk Gücü Friedberg (V) - Fulda 2 SG Bronnzell (VI) - Gelnhausen FSV Bad Orb (VII) - Gießen SG Kinzenbach (VI) - Groß-Gerau Dersim Rüsselsheim (VI) - Hanau 1. FC Erlensee (V) - Hersfeld-Rotenburg ESV Hönebach (VII) | - Hochtaunus SF Friedrichsdorf (VII) - Hofgeismar-Wolfhagen FSV Dörnberg (VI) - Kassel TSG Sandershausen (VI) - Lauterbach-Hünfeld Hünfelder SV (VI) - Limburg-Weilburg FC Dorndorf (VI) - Maintaunus FC Eddersheim (V) - Marburg TSV Eintracht Stadtallendorf (V) - Odenwald TSV 1875 Höchst (VII) | - Offenbach JSK Rodgau (VI) - Rheingau-Taunus SpVgg Eltville (VI) - Schlüchtern SG Bad Soden (VI) - Schwalm-Eder SC Edermünde (VII) - Waldeck TSV Altenlotheim (VII) - Werra/Meißner SV Weidenhausen (V) - Wetzlar SC Waldgirmes (V) - Wiesbaden Germania Wiesbaden (VIII) |
| Ligaebene in Klammern: III = 3. Liga • IV = Regionalliga • V = Oberliga • VI = Verbandsliga • VII = Gruppenliga • VIII = Kreisoberliga • IX = Kreisliga A | | | |

## 1. Runde
| Datum                 |                        | Ergebnis              |                              |
| --------------------- | ---------------------- | --------------------- | ---------------------------- |
| 29.07.2022, 20:00 Uhr | SF Friedrichsdorf      | 2:3 (1:3)             | Türk Gücü Friedberg          |
| 30.07.2022, 15:00 Uhr | FC Ederbergland        | 2:1 (1:1)             | FV Breidenbach               |
| 30.07.2022, 17:00 Uhr | FSV Bad Orb            | 0:2 (0:0)             | SG Bad Soden                 |
| 30.07.2022, 17:00 Uhr | SV Nieder-Ofleiden     | 0:11 (0:6)            | TSV Eintracht Stadtallendorf |
| 31.07.2022, 15:00 Uhr | SC Edermünde           | 0:4 (0:2)             | FSV Dörnberg                 |
| 31.07.2022, 15:00 Uhr | TSV Altenlotheim       | 2:4 (1:1)             | TSG Sandershausen            |
| 31.07.2022, 15:00 Uhr | SG Bornheim Grün-Weiss | 4:0 (1:0)             | JSK Rodgau                   |
| 31.07.2022, 18:00 Uhr | Germania Wiesbaden     | 2:1 (0:1)             | SpVgg Eltville               |
| 03.08.2022, 18:30 Uhr | SSC Juno Burg          | 2:3 (1:2)             | FC Dorndorf                  |
| 10.08.2022, 19:00 Uhr | Hünfelder SV           | 2:2 (0:1) (6:7 n. E.) | SV Weidenhausen              |
| 10.08.2022, 19:00 Uhr | ESV Hönebach           | 0:4 (0:1)             | SG Bronnzell                 |
| 10.08.2022, 19:00 Uhr | Sportfreunde Oberau    | 0:4 (0:2)             | 1. FC Erlensee               |
| 10.08.2022, 19:30 Uhr | TSV 1875 Höchst        | 2:2 (1:0) (6:5 n. E.) | SV Unter-Flockenbach         |
| 24.08.2022, 19:00 Uhr | SG Kinzenbach          | 0:3 (0:0)             | SC Waldgirmes                |
| 24.08.2022, 19:30 Uhr | Dersim Rüsselsheim     | 1:0 (1:0)             | FC Eddersheim                |
| 31.08.2022, 19:30 Uhr | SV Münster             | 1:3 (1:0)             | SC Viktoria Griesheim        |

## 2. Runde
| Datum                 |                        | Ergebnis        |                              |
| --------------------- | ---------------------- | --------------- | ---------------------------- |
| 08.09.2022, 19:30 Uhr | Germania Wiesbaden     | 0:3 (0:1)       | TSV 1875 Höchst              |
| 13.09.2022, 19:30 Uhr | SG Bornheim Grün-Weiss | 0:0 (4:3 n. E.) | 1. FC Erlensee               |
| 14.09.2022, 19:00 Uhr | TSG Sandershausen      | 1:6 (1:3)       | SV Weidenhausen              |
| 14.09.2022, 19:00 Uhr | FSV Dörnberg           | 2:1 (1:0)       | FC Ederbergland              |
| 14.09.2022, 19:30 Uhr | FC Dorndorf            | 1:2 (0:0)       | TSV Eintracht Stadtallendorf |
| 14.09.2022, 19:30 Uhr | SC Waldgirmes          | 0:4 (0:2)       | Türk Gücü Friedberg          |
| 14.09.2022, 19:30 Uhr | SG Bronnzell           | 1:5 (0:2)       | SG Bad Soden                 |
| 14.09.2022, 19:30 Uhr | Dersim Rüsselsheim     | 2:1 (0:1)       | SC Viktoria Griesheim        |

## Achtelfinale
| Datum                |                              | Ergebnis  |                              |
| -------------------- | ---------------------------- | --------- | ---------------------------- |
| 05.10.2022 19:00 Uhr | SG Bornheim Grün-Weiss       | 3:7 (0:3) | SV Wehen Wiesbaden           |
| 19.10.2022 19:00 Uhr | TSV 1875 Höchst              | 1:2 (0:1) | FSV Frankfurt                |
| 19.10.2022 19:00 Uhr | SV Weidenhausen              | 1:2 (0:2) | TSV Steinbach Haiger         |
| 19.10.2022 19:30 Uhr | SG Bad Soden                 | 1:2 (1:1) | KSV Hessen Kassel            |
| 19.10.2022 19:30 Uhr | Dersim Rüsselsheim           | 0:6 (0:3) | SG Barockstadt Fulda-Lehnerz |
| 19.10.2022 19:30 Uhr | FC Homberg                   | 1:6 (1:2) | FSV Dörnberg                 |
| 26.10.2022 19:30 Uhr | TSV Eintracht Stadtallendorf | 1:0 (1:0) | FC Gießen                    |
| 02.11.2022 19:30 Uhr | Türk Gücü Friedberg          | 1:3 (1:1) | Kickers Offenbach            |

## Viertelfinale
| Datum                |                              | Ergebnis              |                      |
| -------------------- | ---------------------------- | --------------------- | -------------------- |
| 18.02.2023 14:00 Uhr | TSV Eintracht Stadtallendorf | 0:1 (0:0)             | FSV Frankfurt        |
| 25.02.2023 14:00 Uhr | SG Barockstadt Fulda-Lehnerz | 0:1 (0:1)             | Kickers Offenbach    |
| 25.02.2023 14:00 Uhr | KSV Hessen Kassel            | 1:1 (0:0) (2:4 n. E.) | TSV Steinbach Haiger |
| 08.03.2023 18:30 Uhr | FSV Dörnberg                 | 1:6 (0:2)             | SV Wehen Wiesbaden   |

## Halbfinale
| Datum                      |                      | Ergebnis  |                    |
| -------------------------- | -------------------- | --------- | ------------------ |
| 25.04.2023 19:00 Uhr (HF1) | FSV Frankfurt        | 3:2 (1:1) | Kickers Offenbach  |
| 26.04.2023 19:00 Uhr (HF2) | TSV Steinbach Haiger | 2:1 (1:1) | SV Wehen Wiesbaden |

## Finale
Das Endspiel wurde am 3. Juni 2023 im Rahmen des Finaltags der Amateure in der Frankfurter PSD Bank Arena ausgetragen.
| Datum                |               | Ergebnis              |                      |
| -------------------- | ------------- | --------------------- | -------------------- |
| 03.06.2023 16:45 Uhr | FSV Frankfurt | 2:2 (1:0) (5:3 i. E.) | TSV Steinbach Haiger |

## Torschützenliste
Nachfolgend sind die Torschützen des Hessenpokals 2022/23 aufgeführt. Sie sind nach Anzahl ihrer Treffer, bei gleicher Toranzahl alphabetisch sortiert.
| Pl.               | Spieler            | Mannschaft                   | Tore |
| ----------------- | ------------------ | ---------------------------- | ---- |
| 1.                | Jan Ullrich        | SV Weidenhausen              | 3    |
| 1.                | Malcolm Phillips   | TSV Eintracht Stadtallendorf | 3    |
| 1.                | Patrick Stumpf     | SC Viktoria Griesheim        | 3    |
| 1.                | Rico Blecher       | TSV Höchst                   | 3    |
| 1.                | Toni Dombai        | FSV Dörnberg                 | 3    |
| 1.                | Toni Reljic        | Türk Gücü Friedberg          | 3    |
| 2.                | weitere 24 Spieler | weitere 24 Spieler           | 2    |
| 3.                | weitere 88 Spieler | weitere 88 Spieler           | 1    |
| Stand: Saisonende |                    |                              |      |